# Viên Gia Nam
Viên Gia Nam  (tiếng Trung: 袁嘉楠, phiên âm Latin: Yuan Jia Nan hoặc Jianan Yuan, sinh 11 tháng 7 năm 1985) là một tay vợt bóng bàn Pháp gốc Trung Quốc.

## Sự nghiệp
Viên sinh ra và lớn lên ở Trung Quốc, chuyển đến Pháp năm 2003, ở tuổi 18. Năm 2011, chị có quốc tịch Pháp. Từ 2018, Viên khoác áo Pháp tại các giải đấu quốc tế.
Viên từng 6 lần vô địch đơn nữ Pháp, vào các năm 2012, 2015, 2017, 2018, 2019 và 2021.
Chị tham dự Thế vận hội Mùa hè 2020, về hạng tư nội dung đôi nam nữ.

## External links
- Viên Gia Nam – hình ảnh, video hoặc âm thanh tại Wikimedia Commons (Tiếng Anh)
- Viên Gia Nam tại Olympedia (kết quả Thế vận hội) (Tiếng Anh)
- Viên Gia Nam tại ITTF (Tiếng Anh)

Bản mẫu:Footer European Champions Table Tennis Doubles Mixed
Bản mẫu:Footer European Top-12 Champions Table Tennis Singles Women